# Speedminton GmbH
Die Speedminton GmbH ist  ein Berliner Unternehmen, das den Sport Crossminton ausgehend von einer Berliner Erfindung entwickelt und aufgebaut hat. Heute ist das Unternehmen weltweiter Marktführer im Sport Crossminton. Grundlage des Erfolgs ist der in Deutschland produzierte Spielball. Der patentgeschützte Speeder ist der offizielle Wettkampfball des Weltverbandes ICO (International Crossminton Organisation).
Die Speedminton GmbH agiert heute als Holding und ist durch Partner und Lizenznehmer in mehr als 30 Ländern vertreten.

## Umbenennung der Sportart
Da die Bezeichnung einer Sportart nicht identisch mit einem Markennamen sein darf, wurde die Sportart zunächst „Speed Badminton“ genannt. Nach zunehmender Kritik u. a. von Badminton-Verbänden wurde schließlich der Name „Crossminton“ gewählt und zum Januar 2016 eingeführt.

## Speedminton-Sponsoring
Folgende Institutionen werden von Speedminton unterstützt:
- International Crossminton Organisation (ICO)
- Deutscher Crossminton Verband (DCV)

Folgende Spieler werden u. a. von Speedminton unterstützt:
Männer
- Patrick Schüsseler
- Per Hjalmarson
- Mattias Aronson
- Andrej Ostrihon
- Daniel Gossen

Frauen
- Jasmina Keber
- Agnes Darnyik
- Alexandra Kacvinska
- Jennifer Greune